# Saint-Bris-des-Bois
Saint-Bris-des-Bois é uma comuna francesa na região administrativa da Nova Aquitânia, no departamento de Charente-Maritime. Estende-se por uma área de 9,06 km². Em 2010 a comuna tinha 396 habitantes (densidade: 43,7 hab./km²).